# آنگیولا (کالیفرنیا)
آنگیولا (به انگلیسی: Angiola) یک منطقهٔ مسکونی در ایالات متحده آمریکا است که در شهرستان تولار، کالیفرنیا واقع شده‌است. آنگیولا ۶۱٫۸۸ متر بالاتر از سطح دریا قرار دارد.